# Demonax traudae
Demonax traudae är en skalbaggsart som beskrevs av Holzschuh 1983. Demonax traudae ingår i släktet Demonax och familjen långhorningar. Inga underarter finns listade i Catalogue of Life.